# جون براون (عداء مراثوني)
جون براون (بالإنجليزية: Jon Brown) هو عداء مراثوني بريطاني وكندي، ولد في 27 فبراير 1971 في بريدجند ‏ في المملكة المتحدة.

## وصلات خارجية
- جون براون على موقع الاتحاد الدولي لألعاب القوى (الإنجليزية)
- جون براون على موقع أوليمبيديا (الإنجليزية)
- جون براون على موقع اللجنة الأولمبية البريطانية (الإنجليزية)